# (10012) Tmutarakania
(10012) Tmutarakania (1978 RE3) – planetoida z pasa głównego asteroid okrążająca Słońce w ciągu 3,82 lat w średniej odległości 2,44 j.a. Odkryta 3 września 1978 roku.